# Patty Brard
Petula Louise Brard, meglio nota come Patty Brard (Sorong, 25 marzo 1955), è una cantante, showgirl e giornalista olandese, famosa nei Paesi Bassi negli anni ottanta.

## Biografia
Alla fine degli anni '70 riscuote un discreto successo con il trio pop femminile Luv', con singoli che si piazzano nelle classifiche di vari paesi europei come  You're the Greatest Lover, Trojan Horse, Casanova e Ooh, Yes I Do.
Dal 1982 intraprende una carriera come conduttrice televisiva nei Paesi Bassi e ha un'esperienza anche in Italia conducendo il Festival di Sanremo 1985 come valletta di Pippo Baudo. Negli anni ottanta incide dei dischi dance, tra cui nel 1981 Hold On To Love e nel 1985 Woman In Love.
Attualmente è redattrice delle prime pagine di giornali di cronaca rosa nel suo paese.

## Discografia parziale
Album
- All This Way (1981)
- You're In The Pocket (1983)
- Red Light (1986)